# Melaleuca megacephala
Melaleuca megacephala är en myrtenväxtart som beskrevs av Ferdinand von Mueller. Melaleuca megacephala ingår i släktet Melaleuca och familjen myrtenväxter. Inga underarter finns listade i Catalogue of Life.